# 柳谷村
柳谷村（やなだにむら）は、かつて愛媛県の中予地方にあった村である。
2004年8月1日、上浮穴郡内の久万町、面河村、美川村とともに合併し久万高原町となり、地方自治体としては消滅した。地名としての「柳谷」の名は久万高原町立柳谷小学校などに残されている。

## 概要

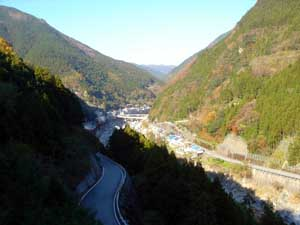
当村のV字状の例
柳井川（落出）集落で撮影。

愛媛県の中予地域の四国山地のV字状の渓谷に位置し、高知県との県境に位置していた。当村の面積の約9割は山岳地域であり、残りの1割の面積に田・畑・集落が点在していた。

## 地理

### 位置・地形
愛媛県の中部で、高知県と接する。仁淀川の上流の一つである面河川とその支流の上流域のV字渓谷の山村で平地はほとんどない。山は高いところで標高1,500メートルに達する。これらの4箇所の山を結ぶとほぼ整った平行四辺形になり、均整の取れている場所であることから、その真ん中に集落があった。
4箇所の山の位置
| 山名     | 標高  | 中心地から見た方角 | 備考                   |
| -------- | ----- | ------------------ | ---------------------- |
| 中津山   | 1541m | 北東               |                        |
| 大川嶺   | 1525m | 北西               | 小田町、美川村との境目 |
| 天狗高原 | 1485m | 南東               | 高知県との境目         |
| 姫草     | 1300m | 南西               |                        |

### 村名の由来
1890年（明治23）年の町村制施行に際して「柳井川村」と「西谷村」とが合併したことからつけられた合成地名。

### 気候
瀬戸内海式気候であるが、四国山地の山間部に位置するため、松山市中心部より、平均気温が低かった。平均標高約250mの旭地区と平均標高約800mの中久保地区では約5度から6度差があり、国道33号と四国カルストとでは約10度以上差があった。夏場には台風が襲来し、冬場は山間部のため、早いときには11月下旬に初雪が降り、遅いときには3月下旬まで降雪があった。

## 社会

### 地域・集落
旧村の柳井川（やないがわ）、西谷（にしだに）がそのまま大字となった。中津は昭和30年に旧中津村の一部を編入し大字中津（なかつ）となった。以上3つの地区に分けられる。
役場がおかれ、愛媛・松山と高知とを結ぶ交通の要衝である「落出」のある柳井川が中心といえる。

### 人口
山林景気に沸いた当時には人口も多かったが、村としての末期にはピーク時の約5分の1にまで減少、極端に過疎化・少子高齢化の進む山村となっていた。
- 1889年（明治22年）　598戸、3380人
- 1920年（大正9年）　649戸、3853人
- 1930年（昭和5年）　645戸、3853人
- 1945年（昭和20年)　855戸、4638人
- 1950年（昭和25年）　1020戸、6033人
- 1955年（昭和30年）　1354世帯、6653人
- 1965年（昭和40年）　1214世帯、4630人
- 1975年（昭和50年）　924世帯、2518人
- 1980年（昭和55年）　828世帯、2241人
- 1985年（昭和60年）　838世帯、1911人
- 1990年（平成2年）　712世帯、1672人
- 1995年（平成7年）　685世帯、1509人
- 2000年（平成12年）　651世帯、1348人

昭和30年に中津村の一部編入あり

## 歴史
藩政期には松山藩領であった。

### 1900年以前
- 1889年（明治22年）4月1日 - 町村制施行により、柳谷村が誕生する。

### 1900年代 - 1950年代
- 1935年（昭和10年） - 現国道33号線の改修工事が終了。大型自動車の通行が可能となり、隣県の土讃本線（現・土讃線）佐川駅 - 久万町を結ぶ省営バスが村内で営業開始[6]。
- 1955年（昭和30年）3月31日 - 中津村の一部（稲村）を柳谷村に編入する。

### 1960年代
- 1963年（昭和38年）1月25日 - 三八豪雪が発生し、村内も被害があり、雪害対策本部が設置される。[7]積雪量は同年1月31日に83cm・同年2月1日に75cm・同年2月28日に72cmであった[8]。
- 1969年（昭和44年）12月25日 - 村章・正賞条例を制定する[9]。

### 1970年代
- 1973年（昭和48年）6月28日 - 「野村・柳谷境界紛争[10]」の紛争地であった東宇和郡野村町との境界が確定する。その結果、当村側は面積が0.68㎢狭くなった[11]。
- 1975年（昭和50年）11月2日 - 合併20周年記念式典を開催する[12]。

### 1980年代以降
- 1981年（昭和56年）4月25日 - 愛媛県道・高知県道落出梼原線が国道440号に昇格する[13]。
- 1990年（平成2年） - JRバスの路線廃止に伴う代替交通として村営バスの運行を開始[注釈 1]。
- 2004年（平成16年）8月1日 - 久万高原町への合併により廃止。

## 行政
- 庁舎

大字柳井923番地　におかれていた。1970年度（昭和45年度）の建築
- 村長

鶴井國夫（つるい　くにお）　最後の村長
- キャッチフレーズ　水と緑とふれあいの村
- 平成の市町村合併

柳谷村は山村であるため広い面積に集落が点在するうえ、上浮穴郡内でも一番本庁（久万町が想定された）が遠いといったデメリットはあるものの、今後の市町村財政の厳しさなどを考え合わせると、上浮穴郡内でともに歩んできた町村との合併は自然な流れであり、避けて通ることのできない道でもあった。
結果的に、小田町は上浮穴郡の枠組みから外れたかたちとなったが、このことについては柳谷村を含む新町である久万高原町または小田町のページを参照のこと。

## 経済・産業
林業が主体。農業は傾斜地であることから自給的に営まれている程度。水力発電所がある関係で、他の山村よりも所得数字的には上位にあった。

## 教育
高等学校
村内に高等学校はなかった。久万町（現: 久万高原町）の愛媛県立上浮穴高等学校が最寄りの高等学校だった。
中学校
1961年以前は以下の3校だった。
- 柳谷村立柳井川中学校
- 柳谷村立西谷中学校
- 柳谷村立中津中学校

1961年に統合して下記となる（元の各校を「分室」とする）。
- 柳谷村立柳谷中学校

1964年に分室を一本化（旧柳井川分室が存続）。
久万高原町への合併後の2015年に閉校。
小学校
- 柳谷村立柳井川小学校[注釈 2]（久万高原町合併後の2005年西谷小と統合し久万高原町立柳谷小学校となる）[15]
- 柳谷村立西谷小学校[注釈 3]（2005年柳井川小と統合し柳谷小へ）[15]
- 柳谷村立中津小学校[注釈 4]鉢分校（1950年柳谷第一小へ統合）[15]
- 柳谷村立柳谷第二小学校（1958年9月30日統合により西谷小へ）[16]
- 柳谷村立柳谷第二小学校名荷分教場（同上）[16]
- 柳谷村立柳谷第二小学校古味分教場（同上）[16]
- 柳谷村立中津小学校[注釈 4]（2001年柳井川小へ統合）[15]

## 交通
国道33号に依存しており、この道路が久万町（現: 久万高原町）の中心部につながる唯一の道路だった。

### 鉄道
村内に鉄道はなかった。

### 道路
国道
- 国道33号
国道33号が村内を縦貫する幹線道だった。ただ、四国山地の真っ只中であり、地形も険しいため、雨量が基準に達すると通行止めになる通行規制区間があった。そのゲートが柳谷村の中心集落である柳井川を挟む形で、松山側と高知側にあった。通行規制が開始されると、国道33号が中心幹線である柳谷村は山の中で孤立したような状態になった[要出典]。
村外に用務等で出かけている人は、雨の具合をみて仕事を早めに切り上げて帰宅する等の自発的対応をしていた[要出典]。
以前は豪雨による土砂崩れ・通行止めが多発していたが、洞門の設置により通行止めになるような土砂崩れは末期にはほとんど見られなくなっていた[要出典]。
- 国道440号
国道33号の柳井川から分岐して、地芳峠を越えて、高知県高岡郡檮原町へと通じていた。

県道
- 愛媛県道36号野村柳谷線
- 愛媛県道52号小田柳谷線

## 観光
名所
- 八釜の甌穴群
- 四国カルスト - 姫鶴平、天狗高原、天狗荘

## その他

ごうかくバス停

- 落出（柳井川） - 古味（西谷）の途中に「ごうかく」という村営バスのバス停があった（久万高原町となってからも所在）。